# 2004 v hudbě
Tento článek obsahuje události související s hudbou, které proběhly v roce 2004.

## Události
- 8. prosince – Dimebag Darrell, bývalý člen skupiny Pantera, byl zastřelen v Columbusu na koncertu své skupiny Damageplan. Dalšími oběťmi byli bodyguard a zaměstnanec klubu. Sám střelec byl zastřelen policistou.

## Vzniklé skupiny
- A Little Bitter
- Ahab
- Alesana
- Alter Bridge
- Arctic Monkeys
- Asobi Seksu
- Skupinaě of Horses
- Cartel
- Cancer Bats
- Catherine
- The Car Is on Fire
- Celestiial
- Chrome Division
- Circa Survive
- Cold War Kids
- Folkearth
- Frost*
- Hazen Street
- HeavyHeavyLowLow
- The Hush Sound
- I Am the Avalanche
- The Moog
- Nightmare of You
- Paramore
- Portugal. The Man
- RBD
- Red
- Saosin
- Scar Symmetry
- Test Icicles
- Veda
- Barocco sempre giovane

## Zaniklé skupiny
- Apartment 26
- Audiovent
- B2K
- The Beta Band
- Beulah
- Creed
- Damageplan
- Eve 6
- Gene
- Give Up the Ghost
- God Lives Underwater
- The Libertines
- Onelinedrawing
- Orbital
- Phish
- Sixpence None the Richer
- Small Brown Bike
- Soluna (přerušeno)
- The Unicorns
- The Watchmen
- Windir

## Obnovené skupiny
- Fear Factory
- Megadeth
- Restless Heart

## Vydaná alba

### Domácí
- 22× Ilona – Ilona Csáková
- Beatová síň slávy – Blue Effect
- Gamagaj – Čankišou
- Karel Zich a Spirituál kvintet – Spirituál kvintet
- Jedenáct hodin do útoku – Komunální odpad
- ...s vlečkou se to lépe táhne – Traktor
- Když chválím, tak sebe – Harlej
- Neofolk – Daniel Landa
- Toxic Funk – Supercroo

### Zahraniční
- The 21st Century Guide to King Crimson – Volume One – 1969–1974 – King Crimson
- "Ai no Dai 6kan" - Morning Musume
- American Idiot – Green Day
- City of Evil – Avenged Sevenfold
- Contraband – Velvet Revolver
- Encore – Eminem
- Getting Away with Murder – Papa Roach
- Once – Nightwish
- Reise, Reise – Rammstein
- "Morning Musume Early Single Box" - Morning Musume
- Still Not Getting Any... – Simple Plan
- The Radio One Sessions – Syd Barrett
- Vol. 3: (The Subliminal Verses) – Slipknot
- "Best! Morning Musume 2" - Morning Musume

## Domácí hity
- „Láska moja“ – Elán
- „On My Head“ – Dan Bárta
- „Morituri te salutant“ – Daniel Landa
- „Esemes“ – Lucie Bílá
- „Vokurky“ – Lucie Bílá
- „Ještě že tě lásko mám“ – Petr Kolář
- „Praha“ – O5&Radeček
- „Lekná“ – No Name
- „Srdce“ – Kryštof
- „Letím ke hvězdám“ – Aneta Langerová
- „Nejsi sám“ – Verona
- „Kde máme lásku brát“ – Verona
- „Osamělý“ – Petr Kotvald
- „Vráť trochu lásky medzi nás“ – G8
- „Krasohled“ – Ready Kirken
- „Malování“ – Divokej Bill
- „Možná“ – Chinaski
- „Cliche“ – Support Lesbiens
- „Hľadám“ – No Name
- „Noc na zemi“ – Anna K
- „Láska a jiné násilí“ – Chinaski
- „Málo slov“ – Black Milk
- „Láska tě spoutá“ – Petr Muk
- „Den kdy se vrátí láska k nám“ – Machálková, Kolář
- „Ou tu veux quand tu veux“ – Iva Frühlingová
- „Na střechách“ – Maya
- „Okolo nás“ – Jana Kirschner
- „Kde jsi ty“ – Tomáš Savka
- „Nahá noc“ – Aneta Langerová
- „Delfín“ – Aneta Langerová
- „Babylon“ – Sámer Issa
- „Lásku dávej“ – Šárka Vaňková
- „Zimní čas“ – Leoš Mareš
- „Nejlepší nápad“ – Leoš Mareš
- „Láska je ďábel“ – Holki
- „Vlajky vlají“ – Mig 21
- „Hej už se to blíží“ – Daniel Hůlka
- „Sraž nás na kolena“ – Škwor
- „Virtuální duet“ – Tatabojs
- „Modlitba pro partu“ – Tři sestry
- „Milionář“ – Jaromír Nohavica
- „Veď mě dál“ – Česko hledá SuperStar
- „Hvězdy“ – Česko hledá SuperStar
- „Superstar“ – Česko hledá SuperStar
- „Ljubi Menja Po Francuzski“ – Touch
- „Hořely, padaly hvězdy“ – Michal Šindelář
- „Motel na konci světa“ – Tomáš Savka

## Největší hity
- „Dragostea Din Tei“ – O-Zone
- „Sick And Tired“ – Anastacia
- „Boro Boro“ – Arash
- „Just One Last Dance“ – Sarah Connor
- „Kolomijka“ – Ruslana
- „Lonely“ – Akon
- „Boulevard Of Broken Dreams“ – Green Day
- „The Reason“ – Hoobastank
- „This Love“ – Maroon 5
- „Toxic“ – Britney Spears
- „Just Lose It“ – Eminem
- „Disco Inferno“ – 50 Cent
- „Rich Girl“ – Gwen Stefani
- „Nobody's Home“ – Avril Lavigne
- „Babycakes“ – 3 Of A Kind
- „Shut Up“ – The Black Eyed Peas

## Vážná hudba
- V létě 2004 byl založen soubor Barocco sempre giovane.

## Úmrtí
- 14. ledna – Terje „Valfar“ Bakken, 25, skladatel a multiinstrumentalista
- 17. května – Elvin Jones, 76, jazzový bubeník
- 22. května – Gundars „Mumiņš“ Mauševics, 30, lotyšský baskytarista (Prāta Vētra = Brainstorm)
- 10. června – Ray Charles, 73, americký zpěvák a pianista
- 11. září – Juraj Beneš, 64, slovenský skladatel
- 23. října – Patrik Stoklasa, 22, zpěvák
- 13. listopadu – Old Dirty Bastard, rapper
- 7. prosince – Zuzana Navarová, 45, zpěvačka, skladatelka a textařka
- 8. prosince – Dimebag Darrell, 38, kytarista
- 30. prosince – Artie Shaw, 94, klarinetista a kapelník